# Barajul Regele Talal
Barajul Regele Talal este un baraj mare pe dealurile din nord ale Iordaniei, peste râul Zarqa.	
Barajul a fost început în 1971, construcția inițială fiind finalizată în 1978, la o înălțime de 92,5 metri. Barajul inițial a costat 46 de milioane de dolari și a fost parțial finanțat printr-un împrumut de 16,8 milioane de dolari de la Fondul arab pentru dezvoltare economică și socială și un grant de 5,6 milioane de dolari de la Fondul Abu Dhabi.  Energoprojekt din Iugoslavia a fost consultant, iar Planum al Iugoslaviei a fost antreprenorul.
În 1984, pentru a satisface cerințele crescute de apă ale țării, au fost demarate lucrările de ridicare a barajului la o înălțime de 106 metri, proiect care a fost finalizat în 1988. Barajul este numit după rege Talal al Iordaniei. Scopul principal al barajului este de a stoca ploile de iarnă și apele uzate epurate din Amman și Zarqa tratate în instalația As Samra pentru irigații în Valea Iordanului. Barajul irigă aproximativ 17.000 de hectare și susține mijloacele de subzistență a 120.000 de oameni.